# Полидор (царь Спарты)
Полидор (др.-греч. Πολύδωρος) — царь Спарты из рода Агиадов, сын Алкамена. Правил во второй половине VIII веке до н. э. совместно с Феопомпом из рода Еврипонтидов. Вместе они участвовали в Первой Мессенской войне (743/740—724/720 год до н. э.) и, по мнению некоторых учёных, сделали важную поправку в Большой Ретре, устной конституции Спарты.
При Полидоре были основаны две новые спартанские колонии: в Кротоне и в местности локров Зефириона.

## Биография
Полидор — сын царя Алкамена. После смерти отца он занял спартанский престол в VIII веке до н. э., по мнению британского историка Пола Картледжа, Полидор правил в первой четверти VII века до н. э. При правлении Полидора произошла война между спартанцами и аргивянами за Фиреатидскую равнину.
В 730-х—720-х годах до н. э. Полидор и его соправитель Феопомп обратились в Дельфы за божественной санкцией и сделали поправку в Большой Ретре, согласно которой старейшины и цари могут отклонить решение народа, если оно портит лучшее. По мнению британского писателя Майкла Арнхейма, эта поправка является антидемократической и была сделана для усиления аристократической герусии. Чешский историк Павел Олива считает, что эта правка была возможна из-за удачных обстоятельств в Первой Мессенской войне, которые укрепили аристократию. По мнению профессора Ирландского национального университета в Мейнуте Джорджа Леонарда Хаксли, Полидор не принимал участия в правке Ретры. Британский историк Джордж Форрест считает, что цари сделали не поправку, а одну из частей Ретры. По мнению Картледжа, около 650 года до н. э. произошли восстание мессенцев и установление тирании на обоих берегах Коринфского перешейка, вследствие чего Феопомп и Полидор не поправили, а создали Большую Ретру.
Ещё одной конституционной реформой Феопомпа и Полидора было учреждение эфората, приписываемое им Аристотелем.
На пятый год Первой Мессенской войны Полидор взял командование вместе с Феопомпом над вторым походом в Мессению. Когда он сопровождал войска во вражескую землю, его спросили, зачем он хочет сражаться со своими братьями, на что он ответил: «Нет, я только хочу пройти к неразделённым землям». Левым флангом спартанского войска командовал Полидор, правым — Феопомп, а центром — Эврилеонт. Мессенцы под руководством Эвфая смело атаковали. На крыло Полидора пришёлся удар мессенского фланга под командованием Пифарата. Отряд Эвфая успешно наступил на отряд Феопомпа, но тем временем Пифарат был убит, и его фланг отступил. Полидор не преследовал отступавших. Вскоре наступила ночь, и ожесточённое сражение стихло. На следующий день ни одна сторона не осмелилась напасть друг на друга, а к концу дня было объявлено перемирие, после которого воины принялись погребать тела убитых товарищей.
На десятый год войны Спарта напала на Мессению. В битве был убит Эвфай. На двадцатый год войны Полидор притворился, что поссорился с Феопомпом. Это сообщил мессенцам перебежчик. Феопомп покинул спартанский лагерь, спрятав своих воинов неподалёку. Мессенцы, уверенные в победе, вышли из укреплений и напали на войска Полидора. Тем временем Феопомп вывел свою армию и атаковал их с тыла. Мессенцы потеряли большое количество воинов, но на протяжении следующих пяти месяцев продолжали оборонять Итому.
После окончания войны в 724 или 720 году до н. э. политик Ликург Спартанский осуществил раздел земель Лаконии из-за сильного неравенства во владениях. Полидор выделил либо 3000, либо 4500 наделов земли. По мнению историка Надежды Старковой, была поделена Мессения, так как Лакония уже была разделена. В 705 году до н. э. спартанские оппозиционеры основали полис Тарент, что связано с большими потерями в Первой Мессенской войне и злоупотреблением власти Полидором и Феопомпом.
Полидор был убит знатным спартиатом Полемархом. По мнению историка Ларисы Печатновой, убийство царя было связано с его либеральными взглядами и демократичностью, а по мнению Картледжа — с социальными конфликтами спартанцев с аргивянами, так как власть последних достигла своего пика. Новым царём стал сын Полидора Еврикрат.

## Наследие
У Полидора были либеральные взгляды и поддержка граждан. По словам Павсания, дальнейшие поколения спартанцев почитали его, так как он не поощрял насильственных поступков и грубости, а на судах был справедлив и снисходителен. Полидор стал всеобще почитаем после достижения эгалитаризма в обществе Спарты. Статуя Полидора была установлена на площади Спарты около статуи Ореста, одного из самых почётных мест в городе. Также Полидор был изображён на государственной печати эфоров, которая была введена в пользование спартанскими царями III века до н. э.

### Комментарии
1. ↑  Мессенцы были названы братьями спартанцев, так как у них было общее дорийское происхождение[14].

### Античные источники
- Геродот. Книга седьмая. Полимния // Геродот. История в 9 кн. / Пер., предисл. и указатель Ф. Г. Мищенко. — 2-е. — М.: тип. Е. Г. Потапова, 1888. — Т. 2.
- Павсаний. Описание Эллады / перевод с древнегреческого С. П. Кондратьева. — СПб.: Алетейя, 1996. — Т. 1. — ISBN 5-89329-006-2.
- Плутарх. Застольные беседы / Изд. подгот. Боровский Я. М., Ботвинник М. Н., Брагинская Н. В., Гаспаров М. Л., Ковалева П. И., Левинская О. Л.. — Л.: Наука, 1990. — ISBN 5-02-027967-6.
- Плутарх. Сравнительные жизнеописания в двух томах / Изд. подгот. С. С. Аверинцев, М. Л. Гаспаров, С. П. Маркиш. — 2-е. — М.: Наука, 1994. — Т. 1. — ISBN 5-02-011570-3.
- Полиэн. Стратегемы[лат.] / пер. с греч. под общ. ред. к. и. н. А. К. Нефёдкина. — СПб.: Евразия, 2002. — 608 с. — ISBN 5-8071-0097-2.

### Современные источники

#### На русском языке
- Мансков О. В. Полис Тарент: социально-политическое и экономическое развитие (конец VIII — начало III вв. до н. э.) :  [рус.] : Автореферат. Диссертации на соискание ученой степени кандидата исторических наук. — Ростов-на-Дону, 2009.
- Печатнова Л. Г. Противостояние Клеомена и Демарата (К вопросу о соотношении властных структур в Спарте) // Вестник древней истории. — 2006. — № 4. — С. 29—49.
- Печатнова Л. Г. Спарта. Миф и реальность. — М.: Вече, 2013. — 384 с. — ISBN 978-5-4444-0860-5.
- Печатнова Л. Г. История Спарты (период архаики и классики). — СПб.: Гуманитарная Академия, 2001. — 510 с. — ISBN 5-93762-008-9.
- Старкова Н. Ю. Мессенские войны и их роль в становлении и развитии спартанского полиса :  [рус.] : Автореферат. Диссертация на соискание учёной степени кандидата исторических наук. — М., 1994.
- Строгецкий В. М. W.G. Forrest. A History of Sparta 950–195 B.C. L., 1968 // Вестник древней истории. — 1976. — № 3. — С. 170—175.

#### На других языках
- Arnheim M.[англ.]. Aristocracy in Greek Society (англ.). — New York: Thames & Hudson, 1977. — 221 p. — ISBN 978-0500400319.
- Cartledge P. Sparta and Lakonia: A Regional History 1300—362 BC (англ.). — second edition. — London and New York, 2002. — ISBN 0-203-47223-3.
- Huxley G. L. Early Sparta (англ.). — London: Harvard University Press, 1962. — 164 p. — ISBN 978-0389020400.
- Oliva P.[англ.]. Sparta and her Social problems (англ.). — Prague, 1971.
- Poralla P. Prosopographie der Lakedaimonier bis auf die Zeit Alexanders des Grossen (нем.). — Breslau: J. Max & Comp., 1913.